# Theodor Siebs
 (août 2019).
Theodor Siebs, né le 26 août 1862 à Brême et décédé le 28 mai 1941 à Breslau, est un linguiste allemand plus connu aujourd'hui comme l'auteur du Deutsche Bühnenaussprache (en), publié en 1898. Cet ouvrage, couramment nommé der Siebs (« le Siebs »), est à l'origine de la prononciation moderne de l'allemand.

### Pages liées
- Allemand standard
- Conseil pour l'orthographe allemande
- Bühnendeutsch (en)